# Malena Ivarsson
Sonja Kerstin Magdalena Ivarsson, känd som Malena Ivarsson, tidigare Ivarsson Unger och Ivarsson Nusdorfer, född 3 oktober 1949 i Lund, är en svensk socionom, auktoriserad klinisk sexolog, författare och programledare i TV. 
Malena Ivarsson blev först känd som sexexpert i SVT-programmet Sköna söndag under 1980-talet och ledde senare TV-programmet Fräcka fredag, producerad av Sixten Svensson. Hon har en socionomexamen från Socialhögskolan i Lund och är diplomerad sexolog från Rigshospitalet i Köpenhamn. Ivarsson har tidigare varit chef för ungdomsmottagningen i Trelleborg och haft privat klinik sedan 1986. Hon har varit en flitig skribent för Expressen, VeckoRevyn, Damernas Värld, Må Bra, M magasin och medverkar från 1993 regelbundet i Aftonbladet. Hon har även föreläst som sexolog i både Sverige och utomlands. Hon höll tal vid SVT:s 50-årsfirande. Hon har tillsammans med journalisten Samanda Ekman podcasten "Till sängs". Söndagen den 7 juli 2024 var hon sommarvärd i Sveriges Radios program Sommar och Vinter i P1. 
Ivarsson, som är prästdotter, föddes i Lund men växte upp i Råsunda i Solna. Hennes föräldrar är teologen Henrik Ivarsson och avdelningschefen Sonja, ogift Henriksson. Hon var 1974–1976 gift med Claes Zackrisson (född 1946), 1978–1996 med Angelo Nussdorfer (född 1940) och 2005–2013 med konstnären Henry Unger (född 1945).